# Chloroclystis consobrina
Chloroclystis consobrina là một loài bướm đêm trong họ Geometridae.